# Glenn Tomassi
Glenn Tomassi, compositor, intérprete, arreglista y músico venezolano, considerado uno de los saxofonistas más prolíficos del país, quien ha compartido escenarios y estudios de grabación con las más grandes figuras del Jazz Latinoamericano y mundial. Ha dedicado su vida en la educación de nuevos talentos y a la formación de nuevos artistas del género para el mundo. 

## Carrera Artística y Profesional
En los Estados Unidos ha sido miembro de: 
- La Banda Sinfónica del estado de Nueva York.
- Orquesta Juvenil del estado de Nueva York.
- La MacDdonald Tri-State Jazz Band.

Presentándose con:
- Ella Fitzgerald
- Lionel Hampton
- Dizzy Gillespie
- Ted Shumate
- George Russell Big Band
- Miroslav Vitous
- Delmar Brown
- Phil Wilson Dues Band
- Barbra Streisand

En Venezuela ha trabajado con artistas como: 
- Aditus
- Arkangel
- Biella Da Costa
- Evio Di Marzo
- Franco de Vita
- Frank Quintero
- Guillermo Dávila
- Ilan Chester
- Karina
- Kiara
- Luz Marina
- María Rivas
- María Teresa Chacín
- Mirla Castellanos
- Mirtha Pérez
- Orquesta Sinfónica de Venezuela
- Orquesta Sinfónica Simón Bolívar
- Oscar D'León
- Porfi Jiménez
- Ricardo Montaner
- Saxomania Latin Jazz Band
- Yordano Di Marzo

En Latinoamérica, Artistas Internacionales tales como: 
- Armando Manzanero
- Cheo Feliciano
- Rafael Bertin Osborne
- Camilo Blanes
- Nelson Pinedo
- Andy Montañez

Glenn Tomassi lideriza su grupo "Glenn Tomassi Jazz Project" y el Cuarteto de saxofones "Nuevo Mundo" es el decano del departamento de música instrumental en el Colegio Internacional de Caracas (CIC). y representa como artista la marca Yamaha en Venezuela.